# 에마 슬레이터
에마 슬레이터(Emma Slater, 1988년 12월 25일 ~ )는 잉글랜드의 전문 댄서, 안무가이다.